# Zjawiska entoptyczne
Zjawiska entoptyczne, fosfeny, kształty stałe – wrażenia wzrokowe powstające w szczególnych warunkach, które są niezależne od zewnętrznego źródła światła – ich źródłem jest układ nerwowy człowieka.
Można je wywołać za pomocą różnych środków, takich, jak m.in.: elektrowstrząsy, deprywacja sensoryczna, hiperwentylacja, rytmiczny ruch oraz substancje psychoaktywne.
Antropolodzy David Lewis-Williams i Thomas Dowson uważają, że pojawiające się w sztuce prehistorycznej symbole geometryczne to dowód na znajomość środków halucynogennych przez ludy pierwotne.

Przeczytaj ostrzeżenie dotyczące informacji medycznych i pokrewnych zamieszczonych w Wikipedii.